# Городок (Починковский район)
 Городо́к — деревня в Смоленской области России, в Починковском районе. Расположена в центральной части области в 3,5 км к юго-востоку от Починка, в 2,5 км к востоку от железнодорожной линии Смоленск — Рославль. Население — 1 житель (2007 год). Входит в состав Ленинского сельского поселения.

## Достопримечательности
- Памятник археологии: древнее городище днепро-двинских племен (относится к 1-му тысячелетию до н. э. и первым векам н. э.) на берегу реки Лучесянки, в V-VII веках использовалось тушемлинскими племенами.